# Silnice II/247
Silnice II/247 je silnice druhé třídy spojující Litoměřice s Libochovicemi v okrese Litoměřice. Spojuje Litoměřice – Siřejovice – Vrbičany – Chotěšov – Radovesice.

## Průběh cesty
Na jedné straně u Litoměřic se napojuje na silnici číslo II/261 spojující Liběchov ve Středočeském kraji s Děčínem v Ústeckém kraji. Začíná kruhovým objezdem na západním okraji Litoměřic na pravém břehu Labe. Zde po Mostě generála Chábery překračuje železniční trať Lysá nad Labem – Ústí nad Labem a řeku Labe, rozdělenou v tom místě do dvou ramen. Pokračuje na jihozápad, kde východně od Lovosic přetíná kruhovým objezdem silnici č. I/15 z Lovosic do Mostu. Dále přejíždí nadjezdem železniční trať Praha–Děčín a dálnici D8 – v místě exitu 46. Mezi tím je ještě kruhový objezd se silnicí spojující Lukavec s Keblicemi.
Za nadjezdem přes dálnici D8 se silnice II/247 stáčí do pravého úhlu na jihovýchod. Prochází vesnicemi Siřejovice a Vrbičany a stáčí se k jihu na Chotěšov. Následně je v Radovesicích ukončena a napojena na silnici II/246 vedoucí z Mělníka ve Středočeském kraji do Loun v Ústeckém kraji. Ještě před napojením na II/246 podjíždí pod železniční tratí Vraňany–Libochovice.
Původně vedla silnice z Lovosic od křižovatky s bývalou silnicí I/8 (nyní II/608 i I/15), ale od roku 1998, kdy byla otevřena dálnice D8 byla trasa změněna po současně vybudovaném přivaděči z Litoměřic a původní úsek do Lovosic se stal silnicí III. třídy.